# Flower of Scotland
Flower of Scotland (гэльск. Flùr na h-Alba, скотс Flouer o Scotland) — патриотическая песня народа Шотландии, название которой переводится как «Цветок Шотландии». Вместе с песней Scotland the Brave претендует на звание неофициального гимна Шотландии. Часто исполняется на спортивных соревнованиях, таких как чемпионаты по регби, с участием шотландских команд.
Песня Flower of Scotland была написана Роем Уильямсоном — основателем фолк-группы The Corries — в середине 1960-х годов. Впервые композиция была выпущена в 1967 году на телеканале BBC. Её текст повествует о победе шотландцев во главе с королём Робертом I над армией английского короля Эдуарда II в битве при Бэннокберне в 1314 году.
В июле 2006 года Королевский шотландский национальный оркестр провёл опрос на своём интернет-сайте, в котором посетители должны были ответить на вопрос, какую песню им хотелось бы услышать в качестве национального гимна. К выбору были представлены пять песен. В результате опроса, в котором приняли участие около 10 тысяч человек, с явным отрывом победила песня Flower of Scotland.
| Песня                     | Голосов (%) |
| ------------------------- | ----------- |
| Flower of Scotland        | 41 %        |
| Scotland the Brave        | 29 %        |
| Highland Cathedral        | 16 %        |
| A Man's a Man for A' That | 7 %         |
| Scots Wha Hae             | 6 %         |

## The Flower of Scotland
O Flower of Scotland,
When will we see
Your like again,
That fought and died for,
Your wee bit Hill and Glen,
And stood against him,
Proud Edward's Army,
And sent him homeward,
To think again.
The Hills are bare now,
And Autumn leaves
lie thick and still,
O'er land that is lost now,
Which those so dearly held,
That stood against him,
Proud Edward's Army,
And sent him homeward,
To think again.
Those days are past now,
And in the past
they must remain,
But we can still rise now,
And be the nation again,
That stood against him,
Proud Edward's Army,
And sent him homeward,
To think again.

## Перевод на русский язык «Цветок Шотландии»
О, Цветок Шотландии,
Когда мы почувствуем
Твой вкус снова,
За который сражались и погибли,
Твои крошечные кусочки Хилла и Глена,
Стояли против неё,
Надменной Армии Эдуарда,
И отправили его обратно,
Думать снова.
Холмы оголены сейчас,
Их осень покрывает листвой
Парящей густо и безмолвно,
Над землёй, что исчезает сейчас,
Из тех, которые так нежно обнимают
Стояли против неё,
Надменной Армии Эдуарда,
И отправили его обратно,
Думать снова.
Те дни сейчас прошли сейчас,
Им в прошлом
Нужно остаться
А мы можем ещё сейчас подняться,
И быть народом снова,
Стояли против неё,
Надменной Армии Эдуарда,
И отправили его обратно,
Думать снова.